# Liste der Justizminister (DDR)

## Justizminister (1949–1990)
| Name                      | Amtszeit                           | Ministerrat                                    | Partei                 |
| ------------------------- | ---------------------------------- | ---------------------------------------------- | ---------------------- |
| Max Fechner               | 11. Oktober 1949 – 15. Juli 1953   | Provisorische Regierung 1950–1954              | SED                    |
| Hilde Benjamin            | 15. Juli 1953 – 14. Juli 1967      | 1954–1958 1958–1963 1963–1967                  | SED                    |
| Kurt Wünsche              | 14. Juli 1967 – 16. Oktober 1972   | 1967–1971 1971–1976                            | LDPD                   |
| Hans-Joachim Heusinger    | 16. Oktober 1972 – 12. Januar 1990 | 1971–1976 1976–1981 1981–1986 1986–1989 Modrow | LDPD                   |
| Kurt Wünsche              | 12. Januar 1990 – 16. August 1990  | Modrow de Maizière                             | LDPD → BFD → parteilos |
| Manfred Walther (geschf.) | 16. August 1990 – 2. Oktober 1990  | de Maizière                                    | CDU                    |